# Романс-д'Ізонцо
Романс-д'Ізонцо (італ. Romans d'Isonzo) — муніципалітет в Італії, у регіоні Фріулі-Венеція-Джулія,  провінція Гориція.
Романс-д'Ізонцо розташований на відстані близько 450 км на північ від Рима, 40 км на північний захід від Трієста, 16 км на захід від Гориції.
Населення — 3738 осіб (2014).

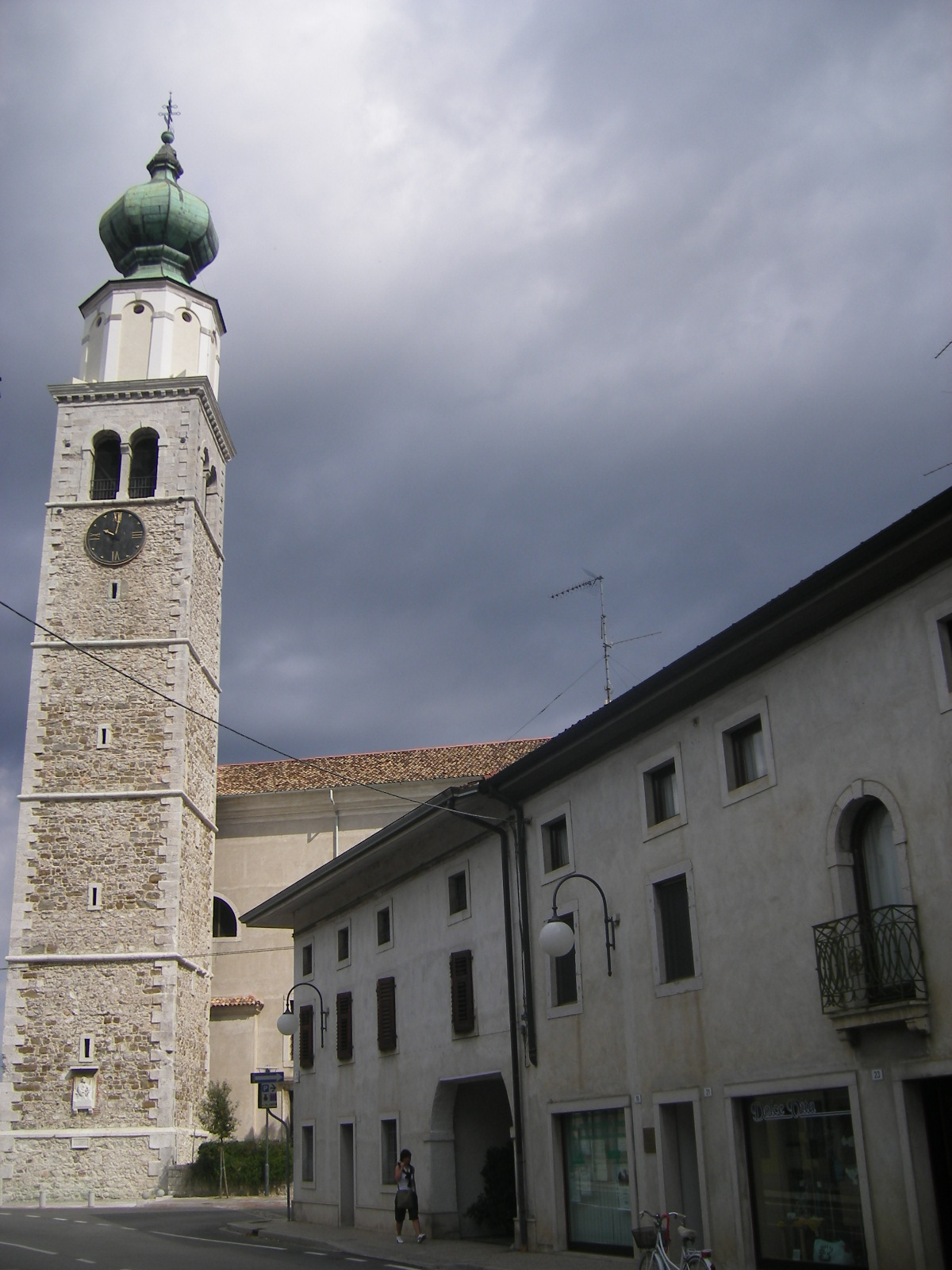

Щорічний фестиваль відбувається 25 березня. Покровитель — Santa Maria Annunziata.

## Демографія
Населення за роками:

Станом на 1 січня 2023 року в муніципалітеті офіційно проживали 193 іноземці з 40 країн, серед них 70 громадян країн Євросоюзу та 7 громадян України.

## Сусідні муніципалітети
- Градіска-д'Ізонцо
- Маріано-дель-Фрьюлі
- Медеа
- Сан-Віто-аль-Торре
- Камполонго-Тапольяно
- Віллессе